# Marko Arapović
Marko Arapović (ur. 20 lipca 1996 w Zagrzebiu) – chorwacki koszykarz, występujący na pozycjach silnego skrzydłowego lub środkowego, reprezentant kraju, obecnie zawodnik KK Krka Novo mesto.
Jego ojciec Franjo był także zawodowym koszykarzem.

## Osiągnięcia
Stan na 6 lipca 2022, na podstawie, o ile nie zaznaczono inaczej.

### Drużynowe
- Mistrz:
  - Ligi Adriatyckiej (2014)
  - Chorwacji (2013, 2015–2018)
- Wicemistrz:
  - Ligi Adriatyckiej (2015, 2017)
  - Chorwacji (2014)
- 3. miejsce w lidze tureckiej (2020)
- 4. miejsce w lidze:
  - tureckiej (2019)
  - słoweńskiej (2022)
- Zdobywca:
  - Pucharu Chorwacji (2013, 2015–2018)
  - superpucharu:
    - Ligi Adriatyckiej (2018)
    - Chorwacji (2012)
- Finalista Superpucharu Słowenii (2021)
- Uczestnik międzynarodowych rozgrywek:
  - Euroligi (2014/2015 – faza zasadnicza, 2015/2016 – TOP 16)
  - Eurocup (2014/2015 – TOP 16, 2016–2018 – TOP 16, 2018/2019 – faza zasadnicza, 2019/2020 – TOP 16)
  - Ligi Adriatyckiej (2012/2013 – 11. miejsce, 2013–2015, 2016/2017, 2021/2022 – 14. miejsce)

### Indywidualne
- Zaliczony do I składu turnieju Siauliu Tournament (2013)
- Uczestnik meczu wschodzących gwiazd Jordan Classic International (2012)

### Reprezentacja
Seniorska
- Uczestnik:
  - igrzysk olimpijskich (2016 – 5. miejsce)[5]
  - kwalifikacji olimpijskich (2016 – 1. miejsce)

Młodzieżowe
- Mistrz Europy U–16 (2011)[6]
- Wicemistrz :
  - świata U–19 (2015)[7]
  - Europy U–18 (2013)[8]
- Brązowy medalista mistrzostw:
  - mistrzostw świata U–17 (2012)
  - Europy U–18 (2014)
- Uczestnik mistrzostw Europy U–16 (2011, 2012 – 8. miejsce)
- Zaliczony do I składu mistrzostw:
  - świata U-19 (2015)
  - Europ U–16 (2012)